# 가가와 다케히로
가가와 다케히로(일본어: 香川 剛廣, 1957년 7월 10일 ~ )는 일본의 외교관이다. 2014년부터 2018년까지 주이집트 특명전권대사, 2018년부터 국제무역·경제담당 특명전권대사를 맡고 있다.

## 인물
도쿄도 출신으로 1981년 와세다 대학 정치경제학부 정치학과를 졸업하고 외무성에 입성했다. 같은 해인 1981년 이집트에서 아랍어 연수를 받았다.

## 주요 경력
- 1997년 7월 : 외무성 종합외교정책국 기획과 기획관 겸 대신관방(사무차관실)
- 1998년 8월 : 외무성 중근동 아프리카국 중근동 제1과장
- 2000년 4월 : 주미국 일본대사관 참사관
- 2002년 4월 : 주사우디아라비아 일본대사관 참사관
- 2005년 7월 : 주 제네바 국제기관 일본정부대표부 공사
- 2007년 3월 : 주중화인민공화국 일본대사관 공사
- 2008년 8월 : 외무성 대신관방 참사관 겸 중동 아프리카국
- 2010년 8월 : 외무성 대신관방 참사관 겸 경제국(중동 아프리카국)
- 2011년 1월 : 외무성 대신관방 참사관 겸 경제국
- 2012년 9월 ~ 2013년 1월 : 중동 아프리카국 겸임
- 2013년 1월 : 외무성 지구규모과제 심의관
- 2014년 7월 : 주이집트 특명전권대사[3][4]
- 2018년 9월 : 특명전권대사(국제무역·경제담당)

## 입사 동기
- 도미타 고지 - 2015년에 주이스라엘 특명전권대사로 부임
- 미야지마 아키오 - 2017년에 주터키 특명전권대사로 부임
- 이시카네 기미히로 - 2017년에 주캐나다 특명전권대사로 부임